# Хесс, Ханс
Ханс Хесс (нем. Hans Hess; род. 5 мая 1945, Люцерн) — швейцарский политический и государственный деятель, член Совета кантонов от Обвальдена (1998—2015).

## Биография
Родился 5 мая 1945 года в Люцерне, кантон Люцерн, Швейцария.
Учился в Берне, Париже и Флоренции, изучая право. В 1975 году он защитил докторскую диссертацию в Бернском университете, после чего начал карьеру адвоката и нотариуса.
В 1978 году Хесс был избран депутатом Совета кантона Обвальден, а спустя три года вошёл в состав регионального правительства, где стал ответственным по вопросам юстиции. 8 июня 1998 года он был избран членом Совета кантонов Швейцарии от Обвальдена в качестве члена «Свободной демократической партии Швейцарии», пробыв на этом посту до 29 ноября 2015 года.
После ухода из Совета кантонов он отошёл от политики и продолжил юридическую карьеру в Берне.